# مصطفى كمال كورداش
مصطفى كمال كورداش (بالتركية: Mustafa Kemal Kurdaş)‏ ‏(1920 بورصة - 19 أبريل 2011)، وهو سياسي تركي. كان يشغل منصب وزير المالية مابين 26 ديسمبر 1960 إلى 20 نوفمبر 1961 .